# 341. rakétaezred (USA)
A 341. rakétaezred (341st Missile Wing) az Amerikai Egyesült Államok Légierejének egyik interkontinentális ballisztikus rakétákkal felszerelt alakulata, amelynek feladata szükség esetén a világ bármely pontjára történő nukleáris csapásmérés.
Az egység - melyet még 1942-ben alapítottak 341. bombázócsoport néven, s B–25 Mitchell bombázó repülőgépeivel aktívan részt vett a második világháborúban, 1961. július 15-ével átfegyverezték LGM–30 Minuteman rakétákkal - Montana szövetségi állam területén lévő bázisokon 24 órás készültséget ad, az LGM–30 Minuteman III típusú, 13 ezer kilométer hatótávolságú interkontinentális ballisztikus rakétákkal. Parancsnoksága a montanai Malmstrom Légibázison van.

## Alegységek
- 341. Műveleti Csoport
  - 10. rakétaszázad
  - 12. rakétaszázad
  - 490. rakétaszázad
  - 564. rakétaszázad (2008-ban feloszlatva)
- 341. Biztonsági Erők Csoport
- 341. Karbantartó Csoport

## Felszerelés
| Származási hely | Megnevezés                                                  | Mennyiség   | Megjegyzés                  |
| Felszerelés     | Felszerelés                                                 | Felszerelés | Felszerelés                 |
| --------------- | ----------------------------------------------------------- | ----------- | --------------------------- |
| USA             | LGM–30 Minuteman III interkontinentális ballisztikus rakéta | 150 db      | - Rakétaszázadonként 50 db. |

## Fordítás

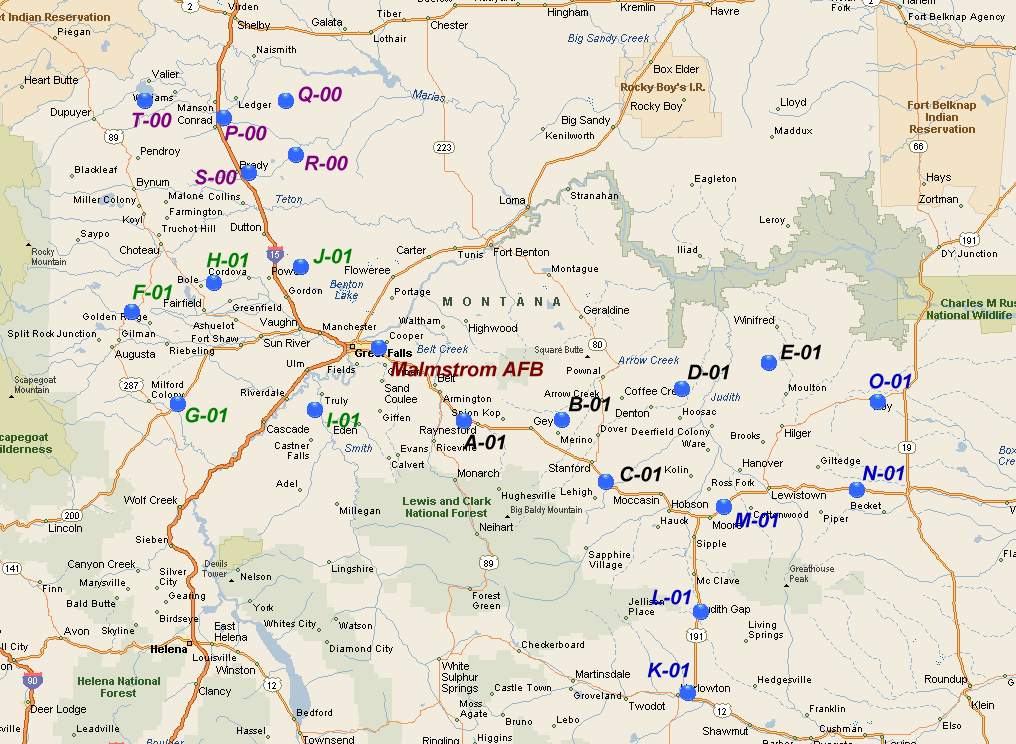
A 91. rakétaezred támaszpontjai
10. század (fekete)
12. század (zöld)
490. század (kék)
564. század (lila) (2008-ban feloszlatva)

- Ez a szócikk részben vagy egészben a 91th Missile Wing című angol Wikipédia-szócikk ezen változatának fordításán alapul.  Az eredeti cikk szerkesztőit annak laptörténete sorolja fel. Ez a jelzés csupán a megfogalmazás eredetét és a szerzői jogokat jelzi, nem szolgál a cikkben szereplő információk forrásmegjelöléseként.